# Niszczuka wielka
Niszczuka wielka, niszczuka olbrzymia (Atractosteus tristoechus) – gatunek słodkowodnej ryby z rodziny niszczukowatych (Lepisosteidae). Ma niewielkie znaczenie gospodarcze.

## Występowanie
Rzeki i jeziora Ameryki Środkowej i Kuby. Żyje również w morskich wodach przybrzeżnych.

## Opis
Ciało silnie wydłużone pokryte łuskami ganoidalnymi. Osiąga 2 m długości. Ryba drapieżna, żywi się rybami i skorupiakami. Ikra jest trująca.